# Acacia glabripes
Acacia glabripes é uma espécie de leguminosa do gênero Acacia, pertencente à família Fabaceae.